# Fernando Viana
Fernando Viana Jardim Silva (* 20. Februar 1992 in Brasília), auch bekannt als Fernando Viana, ist ein brasilianischer Fußballspieler.

## Karriere
Fernando Viana erlernte das Fußballspielen in der Jugendmannschaft von Atlético Mineiro im brasilianischen Belo Horizonte. Seinen ersten Vertrag unterschrieb er 2012 beim Morrinhos FC. Mit dem Verein aus Morrinhos (Goiás)Morrinhos bestritt er ein Spiel in der Staatsmeisterschaft von Goiás. Im gleichen Jahr wechselte er zum in der Série B spielenden Joinville EC. 2013 gewann er mit Joinville den Staatspokal von Santa Catarina. 2014 wurde er mit dem Verein aus Joinville Meister der Liga und stieg somit in die erste Liga auf. Von Mai 2015 bis Anfang September 2015 wurde er an den Zweitligisten Paraná Clube ausgeliehen. Für den Klub aus Curitiba bestritt er 17 Ligaspiele. Von Februar 2016 bis Anfang Mai 2016 wurde er an den in der Staatsmeisterschaft von São Paulo spielenden Ituano FC ausgeliehen. Nach der Ausleihe kehrte er zum mittlerweile wieder in die zweite Liga abgestiegenen Jonivill EC zurück. Ende Januar 2017 ging er nach Europa, wo er in Bulgarien einen Vertrag beim Erstligisten Botew Plowdiw unterschrieb. Am 24. Mai 2017 stand er mit dem Verein aus Plowdiw im Finale des bulgarischen Pokals. Hier besiegte man Ludogorez Rasgrad mit 2:1. Am 9. August 2018 spielte er mit Botwew um den bulgarischen Supercup. Das Spiel gegen den bulgarischen Meister gewann man im Elfmeterschießen. Nach 31 Ligaspielen wechselte er Ende Dezember 2017 in die Vereinigten Arabischen Emirate. Hier nahm ihn der Erstligist al-Dhafra bis Ende Juli 2018 unter Vertrag. Ende Juli 2018 zog es ihn nach Asien, wo er in Südkorea einen Vertrag beim Suwon FC unterzeichnete. Mit dem Fußballfranchise aus Suwon spielte er in der zweiten Liga. Von Januar 2019 bis Mitte August 2019 wurde er in seine Heimat an den Guarani FC ausgeliehen. Nach der Ausleihe kehrte er nicht nach Südkorea zurück. Für den Rest des Jahres spielte er für seinen ehemaligen Verein Botew Plowdiw in Bulgarien. Kisvárda FC, ein ungarischer Erstligist aus Kisvárda, nahm ihn Ende Januar 2021 unter Vertrag. Nach 42 Erstligaspielen, in denen er 15 Treffer erzielte, wechselte er am 7. Juli 2021 zum ebenfalls in der ersten Liga spielenden Újpest Budapest. Nach einer Spielzeit, in der er 18 Ligaspiele bestritt, kehrte er Ende Juli 2022 nach Brasilien zurück. Hier verpflichtete ihn der Zweitligist Criciúma EC. Mit dem Verein aus Criciúma gewann er im September 2022 die Staatsmeisterschaft von Santa Catarina Série B. Hier besiegte man im Finale CA Catarinense. Über die Station EC Santo André, wo er von Ende Januar 2023 bis Ende Juli 2023 unter Vertrag stand, wechselte er nach Thailand, wo er in Samut Prakan einen Vertrag beim Zweitligisten Samut Prakan City FC unterschrieb. Nach einer Spielzeit, in der er 28 Ligaspiele bestritt, wechselte er im Juli 2024 zum Erstligaabsteiger Police Tero FC. Nach einer Spielzeit, in der er 22 Ligaspiele bestritt, wurde sein Vertrag im Sommer 2025 nicht verlängert.

## Erfolge
Joinville EC
- Staatspokal von Santa Catarina: 2013
- Brasilianischer Zweitligameister: 2014

Botew Plowdiw
- Bulgarischer Pokalsieger: 2016/17
- Bulgarischer Supercup-Sieger: 2017

Criciúma EC
- Staatsmeisterschaft von Santa Catarina Série B: 2022